# Преск-Айл-Гарбор (Мічиган)
Преск-Айл-Гарбор (англ. Presque Isle Harbor) — переписна місцевість (CDP) в США, в окрузі Преск-Айл штату Мічиган. Населення — 643 особи (2020).

## Географія
Преск-Айл-Гарбор розташований за координатами 45°19′18″ пн. ш. 83°29′10″ зх. д. / 45.32167° пн. ш. 83.48611° зх. д. (45.321786, -83.486003).  За даними Бюро перепису населення США в 2010 році переписна місцевість мала площу 17,79 км², з яких 16,18 км² — суходіл та 1,61 км² — водойми.

## Демографія
Згідно з переписом 2010 року, у переписній місцевості мешкало 600 осіб у 307 домогосподарствах у складі 203 родин. Густота населення становила 34 особи/км².  Було 635 помешкань (36/км²).
Расовий склад населення:
| - 98,8 % — білих - 0,5 % — корінних американців - 0,2 % — чорних або афроамериканців - 0,2 % — азіатів |

До двох чи більше рас належало 0,3 %. Частка іспаномовних становила 1,2 % від усіх жителів.
За віковим діапазоном населення розподілялося таким чином: 9,3 % — особи молодші 18 років, 54,2 % — особи у віці 18—64 років, 36,5 % — особи у віці 65 років та старші. Медіана віку мешканця становила 60,7 року. На 100 осіб жіночої статі у переписній місцевості припадало 111,3 чоловіків;  на 100 жінок у віці від 18 років та старших — 110,0 чоловіків також старших 18 років.
Середній дохід на одне домашнє господарство  становив 60 669 доларів США (медіана — 55 438), а середній дохід на одну сім'ю — 69 413 долари (медіана — 59 875). Медіана доходів становила 52 000 доларів для чоловіків та 42 000 доларів для жінок. За межею бідності перебувало 2,3 % осіб, у тому числі 0,0 % дітей у віці до 18 років та 2,6 % осіб у віці 65 років та старших.
Цивільне працевлаштоване населення становило 211 осіб. Основні галузі зайнятості: освіта, охорона здоров'я та соціальна допомога — 28,0 %, транспорт — 11,8 %, роздрібна торгівля — 11,8 %.